# Projets non réalisés de Tim Burton
Voici une liste partielle des projets non produits par Tim Burton, classés par ordre chronologique. Au cours d'une carrière qui s'étend sur plus de 30 ans, Tim Burton a travaillé sur un certain nombre de projets qui n'ont jamais dépassé le stade de la pré-production sous sa direction.

## Année 1980

### After Hours
Burton était initialement chargé de réaliser le film After Hours de 1985, mais Martin Scorsese a lu le scénario à un moment où il n'était pas en mesure d'obtenir un soutien financier pour terminer La Dernière Tentation du Christ, qui a finalement été achevé en 1988. Burton s'est volontiers retiré lorsque Scorsese a exprimé son intérêt pour la réalisation d'After Hours.
Après le film de 1985, Burton s'est vu offrir l'opportunité de réaliser Big Top Pee-wee, mais n'avait aucun intérêt et travaillait déjà sur son propre projet, Beetlejuice.

### Hot to Trot
Après le succès de Pee-wee's Big Adventure, et avant son embauche de Beetlejuice, la Warner Bros. envoie à Burton divers scripts. Il était découragé par leur manque d'imagination et d'originalité, l'un d'eux étant Hot to Trot.

### L'Homme au masque de cire
Burton a eu le projet de réaliser un remake de L'Homme au masque de cire ( (House of Wax)  avec le chanteur pop Michael Jackson comme acteur principal.

## Année 1990

### Conversations with Vincent
Burton était fasciné par les films de Vincent Price depuis son enfance. Il a d'abord travaillé avec l'acteur sur le court métrage Vincent en 1982, et une deuxième collaboration sur le téléfilm Hansel et Gretel de 1983. Lors de la production d'Edward aux mains d'argent, dans lequel Price incarnait l'inventeur, Burton a conçu l'idée de réaliser un film documentaire indépendant sur l'acteur, en utilisant le titre provisoire Conversations with Vincent. Grâce à l'autofinancement de sa propre société de production, Burton a tourné le film en noir et blanc pendant trois jours à la Vincent Price Gallery de l'East Los Angeles College en avril 1991. Outre Price, Roger Corman et Samuel Z . Arkoff ont été interviewés. Les conversations avec Vincent ont été interrompues lorsque Burton est allé travailler sur Batman Returns en 1992 ; Price meurt en octobre 1993. En décembre 1994, il a été annoncé que Burton reviendrait au documentaire d'une heure ; Lucy Chase Williams, auteur de The Complete Films of Vincent Price, travaillait comme consultante. Le film aurait probablement été diffusé sur le marché de la vidéo directe mais le projet a finalement été abandonné et reste inachevé.

### Mai, the Psychic Girl
À partir de la fin des années 1980, le groupe de rock New wave Sparks a tenté de transformer le manga japonais Mai, the Psychic girl en comédie musicale Buraton montre de l'intérêt, ainsi que Carolco Pictures, qui achètent les droits du film en août 1991. Carolco espérait que Burton commencerait la production en 1992, mais il a choisi de travailler sur L'Étrange Noël de monsieur Jack et Ed Wood pour Touchstone Pictures. L'option sur les droits cinématographiques a finalement expiré et Burton a abandonné. Coppola en a ensuite acquis les droits à la fin des années 1990. En juin 2000, Sony Pictures Entertainment a commencé un projet différent avec Kirk Wong attaché à la réalisation. En février 2001, un scénario avait été écrit par Lisa Addario et Joey Syracuse pour Columbia Pictures de Sony. La sortie de The Seduction of Ingmar Bergman, une comédie musicale radiophonique de Sparks, en août 2009, a été éclairée par les six années que le groupe a passées à essayer de produire leur Mai, the Psychic Girl. L'album a suscité un nouvel intérêt et a gagné un « second souffle », a expliqué le chanteur Russell Mael : « La musique est prête et nous espérons qu'elle verra le jour ». Le 18 mai 2010, Burton a exprimé un regain d'intérêt pour cette adaptation.

### The Addams Family
Lors de la pré-production de La Famille Addams en 1991, Burton a été approché pour la réalisation du film par le producteur Scott Rudin, mais n'a pu accepter en raison de son engagement pour Batman : Le Défi. Le cinéaste Terry Gilliam a ensuite été approché mais a également refusé avant que Barry Sonnenfeld n’accepte finalement.

### Telemaniacs
La société indépendante Morgan Creek Productions voulait à l'origine que Burton réalise Telemaniacs (titre original : Stay Tuned) en raison de son travail sur Beetlejuice et de son style artistique, mais Burton a quitté le projet pour réaliser Batman : Le Défi, la suite de son film Batman de 1989, et a été remplacé par Peter Hyams qui a conservé un style artistique en hommage à Burton.

### Adapttaion télévisée deSingles
Après la sortie du film Singles en 1992, dans lequel Burton jouait un de ses rares rôles d'acteur, Warner Bros. Television a tenté de transformer le film en série télévisée, mais le projet ne s'est jamais concrétisé. Le réalisateur du film, Cameron Crowe, affirme que Singles a inspiré la série télévisée Friends.

### Jurassic Park
Dès avant la publication du roman Jurassic Park de Michael Crichton, les studios hollywoodiens étaient très intéressés par l'achat des droits du film : Warner Bros. qui souhaitait confier la réalisation à Burton, Sony Pictures Entertainment pour Richard Donner et la 20th Century Fox pour Joe Dante. Universal Pictures a acquis les droits en mai 1990 pour Steven Spielberg, ce qui a donné lieu à l'adaptation cinématographique de 1993.

### Mary Reilly
Les producteurs Jon Peters et Peter Guber ont acquis les droits cinématographiques du roman de Valerie Martin Mary Reilly en 1989 pour le compte de Warner Bros., avec Roman Polanski pressenti comme réalisateur. Lorsque Guber est devenu PDG de Sony Pictures Entertainment au courant de cette même année, il transfère les droits de Mary Reilly vers la société sœur de Sony, TriStar Pictures, et Burton est approché pour réaliser le fim en 1991 avec Denise Di Novi comme productrice. Christopher Hampton est embauché pour écrire le scénario ; Burton signe comme réalisateur en janvier 1993 après avoir approuvé la réécriture de Hampton, et propose Winona Ryder pour le rôle titre. Il avait l'intention de commencer le tournage en janvier 1994 après avoir terminé Ed Wood, mais a abandonné en mai 1993 en raison d'un violent désaccord avec Guber. Stephen Frears était le premier choix de TriStar pour remplacer Burton et Di Novi a été renvoyée et remplacée par Ned Tanen. Le film Mary Reilly, avec Julia Roberts et John Malkovich, sort en 1996 ; c'est un échec critique et commercial.

### Catwoman
Batman : Le Défi serait le dernier film de la série de films Warner Bros. Batman mettant en vedette Burton et Michael Keaton en tant que réalisateur et acteur principal. Avec Batman Forever, Warner Bros. a décidé d'aller dans une direction « plus légère » pour être plus mainstream dans la démarche d'un film familial. Burton n'avait aucun intérêt à revenir pour réaliser une suite, mais il fut crédité en tant que producteur. Alors que Warner Bros. progressait dans le développement de Batman Forever en juin 1993, un spin-off de Catwoman a été annoncé. Michelle Pfeiffer devait reprendre son rôle, le personnage n'apparaissant pas dans Forever à cause de son propre spin-off.

Burton s'est attaché en tant que réalisateur, tandis que la productrice Denise Di Novi et l'écrivain Daniel Waters sont également revenus. En janvier 1994, Burton n'était pas sûr de ses projets de réaliser Catwoman ou d'une adaptation de « La Chute de la Maison Usher ».[31] Le 6 juin 1995, Waters a remis son scénario de Catwoman à Warner Bros., le jour même de la sortie de Batman Forever. Burton était toujours courtisé pour réaliser. Waters a plaisanté : "Le faire tourner le jour de l'ouverture de Batman Forever n'a peut-être pas été ma meilleure décision logistique, dans le sens où c'est la célébration du Batman amusant pour toute la famille. Catwoman n'est certainement pas un divertissement pour le- scénario pour toute la famille. » Dans une interview d'août 1995, Pfeiffer a réitéré son intérêt pour le spin-off, mais a expliqué que ses priorités seraient remises en question en tant que mère et ses engagements dans d'autres projets. Le film a travaillé dans l'enfer du développement pendant des années, Pfeiffer étant remplacé par Ashley Judd. Le film a fini par devenir Catwoman (2004), critiqué par la critique, avec Halle Berry.
" "Après les traumatismes de Batman Returns, elle souffre d'amnésie, et elle ne se souvient pas vraiment pourquoi elle a tous ces impacts de balles dans son corps, alors elle va se détendre à Oasisburg. Ce que Gotham City est à New York, Oasisburg est à Las Vegas. Vegas-Los Angeles-Palm Springs. [C'est] une zone de villégiature au milieu du désert. Elle est dirigée par des super-héros, et le film s'amuse beaucoup à se moquer de l'ensemble du mythe des super-héros masculins. au fond, et elle doit revenir à toute cette histoire de Catwoman. »—Daniel Waters sur son scénario pour Catwoman

### Batman Continues
Au début du développement du spin-off annulé de Catwoman, Burton a exprimé son intérêt pour la réalisation du troisième volet de la série de films Batman qui a commencé avec Batman en 1989, qui aurait été intitulé Batman Continues. Warner Bros. n'était pas satisfait des ventes de marchandises basées sur le deuxième film, ils ont décidé de le changer et Burton a nommé Joel Schumacher comme réalisateur du troisième opus, conduisant à la sortie de Batman Forever, dans lequel Burton a été nommé producteur en tête d'affiche. le crédit, sans pouvoir apporter d'idées ; n'engageant que le réalisateur et les scénaristes.

### Cabin Boy
En 1993, Burton devait diriger Cabin Boy, mais il est parti pour diriger Ed Wood. Adam Resnick a finalement réalisé le film de 1994, avec Burton dans le rôle de producteur.

### Denis la malice
Lorsque Warner Bros. Pictures a accepté de produire Denis la Malice en 1993, le président de la production, Terry Semel, voulait que Burton réalise le film. Le producteur exécutif Ernest Chambers a refusé et a plutôt embauché John Hughes comme scénariste et producteur sur la base de son travail avec les films Home Alone.

### La Chute de la maison Usher
En 1994, Burton était sur le point de réaliser une adaptation de la nouvelle d’Edgar Allan Poe (Que Tim Burton admire) "La Chute de la maison Usher" avec un scénario de Jonathan Gems ; il a choisi de réaliser Mars Attacks! à la place.

### Le Monstre des Hawkline
Burton devait réaliser  l’adaptation du roman Le Monstre des Hawkline, un western/film de monstre mettant en vedette Clint Eastwood et Jack Nicholson, avec un scénario de Jonathan Gems ; il a choisi de réaliser Mars Attacks ! à la place.

### Go Baby Go
Burton a envisagé de réaliser Go Baby Go, un film de plage dans le style du cinéaste Russ Meyer avec un scénario de Jonathan Gems. Le scénario parlait de trois danseuses qui après avoir été exposés à des produits chimiques toxiques, mesurent 50 pieds et se déchaînent sur plusieurs plages de Californie. Burton et Gems ont quitté le projet après avoir appris que HBO refait L'Attaque de la femme de 50 pieds. Burton allait ensuite diriger Mars Attacks ! qui a été écrit par Gems. Par ailleurs Burton prévoit un film remake à ce film prochainement.

### Geek Love
Burton a acheté les droits de Geek Love de Katherine Dunn dans les années 1990. L'histoire, celle d'un cirque auquel Burton s’identifie, ce cirque ambulant qui utilise des produits chimiques pour créer de véritables monstres, semblait parfaite pour Burton mais on n'en a plus entendu parler depuis. Dans une interview avec Dunn, elle a déclaré : "Il a les droits. C'est la moitié de la bataille. Même si cela ne semble plus être quelque chose qu'il ferait. C'est un peu trop horreur pour lui maintenant, à mon avis. Même si j'adorerais pour voir ce film se réaliser." Dunn décédé en 2016.

### Série télévisée sur Weird Tales
E 1995, Burton aurait dû collaborer avec les réalisateurs Oliver Stone et Francis Ford Coppola sur une série d' anthologies pour HBO basée sur Weird Tales, un recueil de nouvelles d'horreur écrites par H. P. Lovecraft, Ray Bradbury et Robert Bloch. Burton devait produire et réaliser l'un des trois épisodes d'un pilote de 90 minutes.